# Chiesa di San Paolo (Codrongianos)
La chiesa della conversione di san Paolo è un edificio religioso ubicato a Codrongianos, centro abitato della Sardegna settentrionale.
Edificata nel XII secolo e consacrata al culto cattolico, è sede dell'omonima parrocchia e fa parte dell'arcidiocesi di Sassari.

## Storia e descrizione
All'interno il presbiterio è ornato di dipinti: dietro l'altare maggiore è una pala con la Conversione di Saulo attribuibile al fiorentino Baccio Gorini e databile al 1605 circa, aggiornata sulla pittura riformata toscana sebbene di forme arcaizzanti e di tono popolaresco. Alla parete destra è un'altra tela che mostra riferimenti stilistici al Gorini con la Madonna della Misericordia e Santi, datata 1633 e attribuibile al genovese Pantaleone Calvi.
Allo stesso Gorini può essere attribuito anche un altro dipinto con l'Immacolata Concezione con San Filippo Neri, anche se la figura del santo potrebbe essere un'aggiunta posteriore.